# Sumpigaster falvipennis
Sumpigaster falvipennis är en tvåvingeart som först beskrevs av Christian Rudolph Wilhelm Wiedemann 1824.  Sumpigaster falvipennis ingår i släktet Sumpigaster och familjen parasitflugor. Inga underarter finns listade i Catalogue of Life.